# 埼玉県立嵐山史跡の博物館
埼玉県立嵐山史跡の博物館（さいたまけんりつらんざんしせきのはくぶつかん）は、埼玉県比企郡嵐山町にある歴史系の博物館で、国の史跡に指定された菅谷館跡に所在する。

## 概要
昭和51年（1976年）に埼玉県立歴史資料館として開館。平成18年（2006年）4月1日に現在の名称になった。城館跡、寺院跡、武蔵武士、板碑・五輪塔・宝篋印塔などの中世石造物、鎌倉街道上道などをテーマとする博物館で、主に古代から中世にかけての比企郡に関わる歴史資料を扱っている。

## 開館時間
- 午前9時～午後4時30分（入館は午後4時まで）

（7月から8月までは午後5時まで開館。入館は午後4時30分まで）

## 休館日
- 月曜日（祝日・5月1日・2日が月曜の場合開館）
- 年末年始（12月29日～1月3日）

## アクセス
- 東武東上本線武蔵嵐山駅西口から徒歩約13分
- 関越自動車道東松山ICから車で約10分
- 関越自動車道嵐山小川ICから車で約10分

## 観覧料
- 一般　100円（20名以上の団体は60円）
- 高校生・学生　50円（20名以上の団体は30円）
- 中学生以下、障害者手帳提示者及び介助者1名　無料